# Hôtel de ville de L’Île-Saint-Denis
L' Hôtel de Ville  de L'Île-Saint-Denis, ville française du département de la Seine-Saint-Denis en région Île-de-France, situé Rue Méchin, est le principal bâtiment administratif de la ville. Devant l'augmentation constante de la population, le nouveau bâtiment était devenu nécessaire. 

## Historique
L'ancienne mairie se trouvait quai de Seine. C'était un bâtiment sans caractère particulier, acquis en 1836 pour la somme de huit-mille francs.
L'édifice actuel a été construit de 1913 à 1918.

## Description

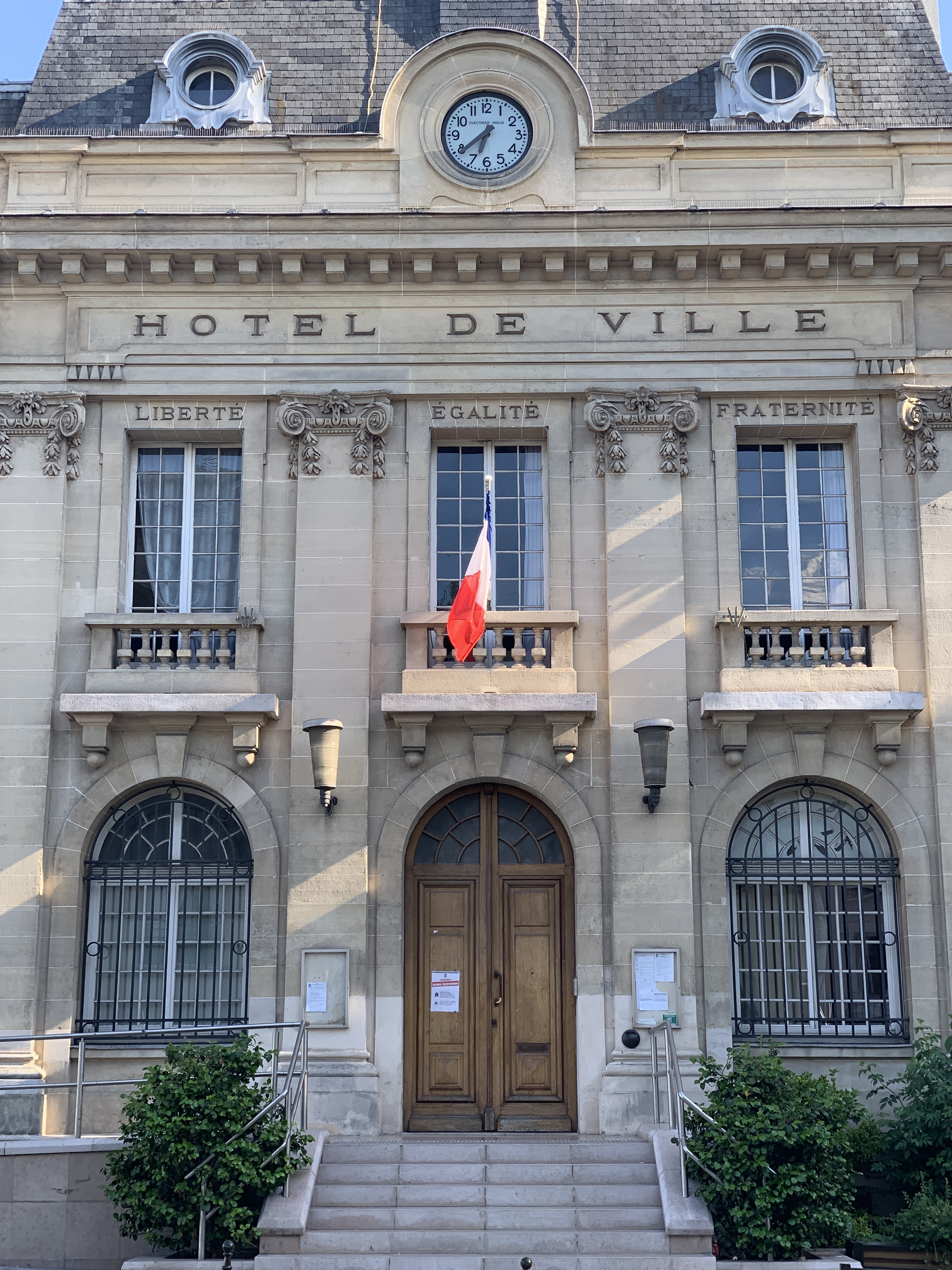
L'hôtel de ville en 2020.

Le bâtiment dont la façade comporte deux rangées de cinq fenêtres est surmonté d'un clocheton, lui-même couronné d'une lanterne. Une horloge est fixée en dessous. L'accès se fait par un escalier côté rue.
En 1920 et 1921, Alphonse Osbert a réalisé les peintures de la salle des mariages, notamment L'Éternelle Chanson.